# Acacia iguana
Acacia iguana é uma espécie de leguminosa do gênero Acacia, pertencente à família Fabaceae.